# William Windsor

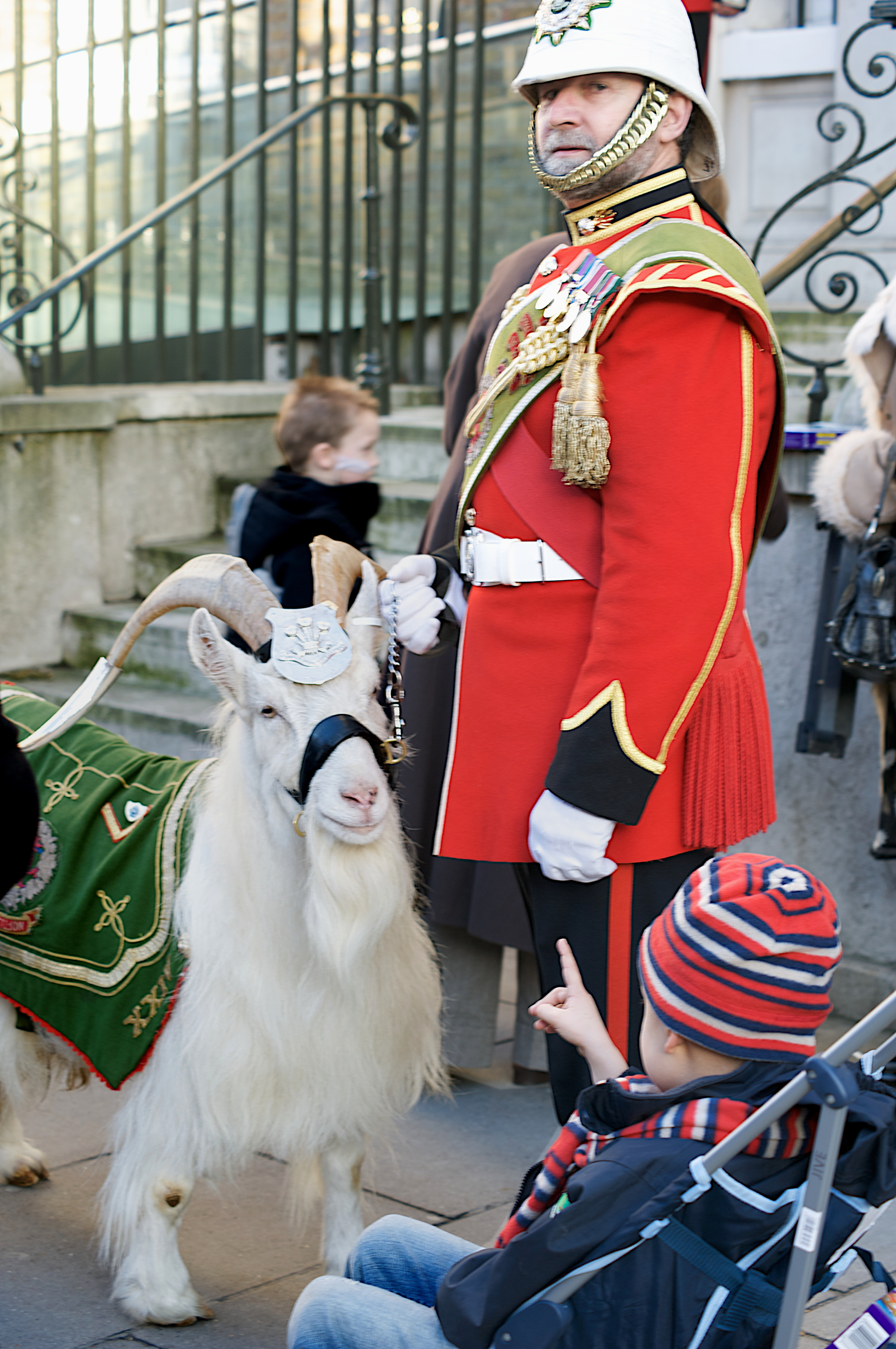
William Windsor acompanhado de seu cuidador, dezembro de 2008

William Windsor (também conhecido como Billy) é um bode que atuou como cabo de lança no 1° Batalhão do Royal Welsh, um batalhão de infantaria do Exército Britânico. Ele serviu como cabo de lança entre 2001 e 2009, exceto por um período de três meses em 2006 quando foi rebaixado para fuzileiro devido a comportamento inapropriado durante as celebrações do Aniversário da Rainha enquanto estava de prontidão com seu batalhão em Chipre. Após sua aposentadoria em maio de 2009, Billy passou a viver no Zoológico de Whipsnade.

## História

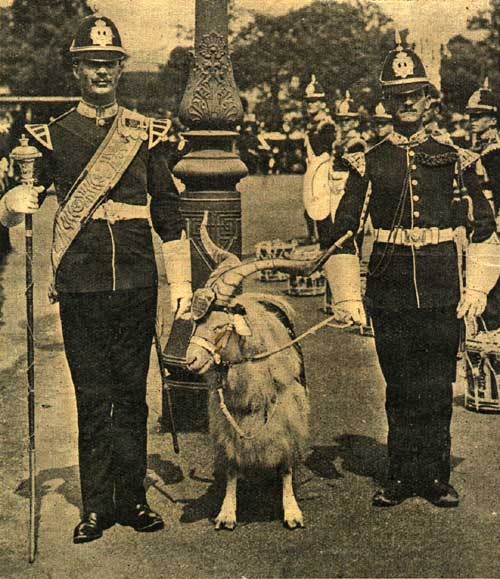
Outro bode regimental: Taffy IV, do 2° Batalhão do Regimento Galês, serviu na França durante a I Guerra Mundial, participando de diversas batalhas e sendo condecorado com a 1914 Star

A tradição de incluir bodes no exército originou-se em 1775, quando uma cabra-selvagem invadiu o campo de batalha em Boston durante a Guerra da Independência dos Estados Unidos e foi usada para carregar as cores do regimento galês durante a Batalha de Bunker Hill. Outro bode militar, Taffy IV, serviu durante a Primeira Guerra Mundial. Pertencente ao 2° Batalhão do Regimento Galês, ele foi registrado oficialmente como "O Bode Regimental". Taffy embarcou para a guerra em 13 de agosto de 1914, entrando em ação na Retirada de Moms, na Primeira Batalha de Ypres (incluindo a Batalha de Gheluvelt), e nas batalhas de Festubert e de Givenchy, até morrer em 20 de janeiro de 1915. Ele foi condecorado postumamente com as medalhas 1914 Star, British War Medal e Victory Medal.
A linhagem do bode real é originária dos animais presenteados pelo xá Maomé Xá Cajar (r. 1834–1848) à Rainha Vitória quando de sua ascensão ao trono em 1837.
O rebanho multiplicou-se no Great Orme em Llandudno, atingindo em 2001 uma população de 250 e entrando em risco de exaurir as fontes de alimentação disponíveis. Após reclamações dos moradores a respeito de bodes invadindo seus quintais, o conselho local rejeitou as propostas de um abate, decidindo por uma combinação de realocação e controle de natalidade. Atiradores da RSPCA sedaram então os animais, aplicando neles implantes de contracepção hormonal à base de progesterona para restringir os números daqueles pertencentes à raça geneticamente exclusiva. Em 2007, oitenta e cinco deles haviam sido realocados para regiões como Kent, Yorkshire e Somerset, mas os esforços nesse sentido foram interrompidos por uma epidemia de febre aftosa.

## Carreira
Billy, pertencente à linhagem das cabras-da-caxemira, descende do rebanho original da Rainha Vitória, mas não foi escolhido entre a população selvagem, tendo nascido no Zoológico de Whipsnade. Ele foi presenteado ao regimento pela Rainha Elizabeth II em 2001. A tradição não é nova: desde 1844, a monarquia fornece aos Royal Welch Fusiliers cabras-da-caxemira saídas diretamente do rebanho real.
Alistado sob o número 25232301, Billy não era considerado um mascote, mas um membro graduado do regimento. Desde sua entrada em 2001, ele cumpriu serviço militar no estrangeiro. Sua obrigação principal era marchar à frente do batalhão durante os serviços cerimoniais, estando presente em todas as paradas na qual seu regimento participou. O cuidador de Billy era o cabo de lança Ryan Arthur, que ostentava o título de "Goat Major" ("Major do Bode").

### Rebaixamento temporário
Em 16 de junho de 2006, uma parada na base de Episcópi, próximo a Limassol, no Chipre, foi organizada para celebrar o 80° aniversário da Rainha Elizabeth. Entre os dignitários convidados estavam embaixadores da Espanha, Países Baixos e Suécia, além do comandante argentino das forças das Nações Unidas no Chipre.
O posicionamento em Chipre com o 1° Batalhão foi a primeira missão além-mar de Billy, e apesar de ordenado a se manter em fila, ele se recusou a obedecer. O major do bode, o cabo de lança Dai Davies, não foi capaz de mantê-lo sob controle, e Billy falhou em conservar-se no passo, tentando ainda dar cabeçadas em um tocador de tambor.
Billy foi acusado de "comportamento inaceitável", "falta de decoro" e "desobediência de uma ordem direta", tendo de comparecer diante de seu oficial comandante, o tenente-coronel Huw James. Após uma audiência disciplinar, ele foi rebaixado a fuzileiro. A mudança significava que os outros fuzileiros do regimento não precisavam mais prestar continência a Billy quando ele passasse.
Um grupo canadense de defesa dos direitos dos animais protestou então contra o Exército Britânico, afirmando que Billy estava meramente "agindo como um bode" e pedindo que sua patente fosse devolvida. Três meses depois, em 20 de setembro e no mesmo local da parada, Billy reassumiu sua posição hierárquica durante o desfile de Alma Day, que celebra a vitória do Royal Welsh na Guerra da Crimeia. O capitão Simon Clarke declarou que "Billy apresentou-se excepcionalmente bem, ele teve todo o verão para refletir sobre seu comportamento no aniversário da Rainha e claramente fez por merecer a patente que ganhou".
Billy recebeu sua promoção do comandante do Royal Welsh Regiment, o brigadeiro Roderick Porter. Como resultado de reassumir sua patente, ele também voltou a ganhar acesso ao rancho dos oficiais.

## Aposentadoria e substituição
Em 20 de maio de 2009, após oito anos de serviço honroso, Billy aposentou-se devido à sua idade. Os soldados do batalhão formaram uma linha no caminho de sua cabana até o trailer no qual ele deixou o acampamento pela última vez, usando um traje cerimonial que incluía um toucado de prata presenteado pela rainha em 1955. Billy foi transportado para o Zoológico de Whipsnade, onde os cuidadores declararam que ele levaria uma vida confortável na Fazenda para Crianças.
Em 15 de junho de 2009, trinta integrantes do 1° Batalhão partiram para Great Orme, esperando encontrar os bodes em estado dócil. A equipe, liderada pelo tenente-coronel Nick Lock, incluía um major do bode e diversos veterinários. De acordo com um porta-voz do exército, o major Gavin O'Connor, eles procuravam um animal "que seja calmo sob pressão e saiba trabalhar em equipe".
Os implantes de hormônio usados anteriormente para controlar o número de bodes não estava mais disponível, então durante a seleção de um animal substituto o batalhão ajudou a pesquisar um método alternativo de controle de natalidade, patrocinado parcialmente pelo RSPCA.
Com alguma dificuldade, um bode de cinco meses de idade foi escolhido, recebendo o número de registro 25142301. O novo membro do 1° Batalhão também foi batizado de William Windsor, começando como fuzileiro enquanto era treinado para a vida militar. Como parte de sua alimentação, come dois cigarros por dia e, quando for mais velho, poderá consumir Guinness.